# Forfar Athletic Football Club
Il Forfar Athletic Football Club, meglio noto come Forfar Athletic, è una società calcistica scozzese con sede nella città di Forfar. Milita in Scottish League Two, la quarta divisione del campionato scozzese.
È la squadra scozzese col maggior numero di partecipazioni in seconda serie (51 stagioni) a non aver mai conseguito la promozione nella massima divisione.

## Storia
Fu fondato nel 1885 dopo la scissione tra il preesistente Angus FC e la sua seconda squadra, che prese appunto il nome di Forfar Athletic.
Esordì nei campionati nazionali nella stagione 1921-22, quando prese parte alla Scottish Division Two. Dopo quattro stagioni retrocesse in Division Three, dove si classificò terzo. A fine campionato la categoria fu abolita e il club riammesso in Division Two. Negli anni successivi conseguì come migliori risultati un quinto posto nella stagione 1927-28 e un sesto nel 1931-32. Mantenne la seconda serie fino al 1939, anno dell'interruzione dei campionati a causa della seconda guerra mondiale.
Nel 1946 ripresero i tornei e il Forfar Athletic fu inserito in terza serie, la Division C. Vinse la categoria nel campionato 1948-49 e ottenne la promozione in Division B, poi ritornata a chiamarsi Division Two. Negli anni cinquanta il club navigò a metà classifica, mentre nel decennio successivo calò verso la parte bassa, eccetto un settimo e un sesto posto nelle stagioni 1967-68 e 1968-69. Toccò il fondo della classifica nella stagione 1974-75, anno in cui fu istituita la nuova terza serie, la Second Division, dove il Forfar venne relegato.
In Second Division sfiorò per due volte la promozione prima di centrarla nel 1984, quando arrivò primo e salì in First Division. Qui ottenne due quarti posti nei campionati 1985-86 e 1987-88, i migliori piazzamenti in seconda serie. Nella stagione 1991-92 disputò per l'ultima volta la First Division, conclusa all'ultimo posto e di conseguenza con la retrocessione.
La seconda parte degli anni novanta vide il Forfar Athletic altalenarsi tra la Second Division e la sottostante Third Division, di cui vinse la prima edizione nel 1994-95. Dopo tre promozioni e due retrocessioni, negli anni duemila mantenne più stabilmente la seconda serie, peraltro arrivando terzo nel 2001-02, dopodiché tornò in bassa classifica fino a retrocedere nel 2005-06. L'anno seguente fu ultimo anche in Third Division.
Nella stagione 2009-10 fu secondo in Third Division e si qualificò per i play-off: vinse contro l'East Stirlingshire e l'Arbroath e fu promosso in Second Division. Fece subito un terzo posto e un quarto due anni più tardi, ma in entrambi i casi perse i play-off per la First Division al primo turno. Ancora terzo in League One 2014-15, sfiorò la vittoria ai play-off contro l'Alloa Athletic, battuto 3-1 all'andata e dal quale fu ribaltato con un 3-0 al ritorno. Di tutt'altro tenore il campionato successivo, che terminò con la retrocessione.
Secondo in League Two 2016-17 e promosso tramite i play-off, negli anni successivi il Forfar Athletic ha mantenuto la League One, disputando i play-off nel 2018-19 (sconfitto dal Raith Rovers). Nel 2020-21 ridiscende in League Two. Nella stagione successiva si classifica secondo, ma esce dai play-off al primo turno. Conclude a metà classifica i campionati seguenti.

## Palmarès

### Competizioni nazionali
- Scottish League One: 1

1983-1984
- Scottish League Two: 2

1948-1949, 1994-1995

### Competizioni regionali
- Forfarshire Cup: 9

1905-1906, 1907-1908, 1930-1931, 1978-1979, 1983-1984, 1990-1991, 1994-1995, 1995-1996, 2014-2015

### Altri piazzamenti
- Scottish League One:

Secondo posto: 2018-2019
Terzo posto: 1979-1980, 2001-2002, 2010-2011, 2014-2015
- Scottish League Two:

Secondo posto: 1996-1997, 2009-2010, 2016-2017, 2021-2022
Terzo posto: 1925-1926, 1947-1948, 1999-2000
Vittoria play-off: 2009-2010, 2016-2017

## Statistiche e record

### Partecipazione ai campionati
| Livello | Categoria                | Partecipazioni | Debutto   | Ultima stagione | Totale |
| ------- | ------------------------ | -------------- | --------- | --------------- | ------ |
| 2°      | Scottish Division Two    | 41             | 1921-1922 | 1974-1975       | 51     |
| 2°      | Scottish Division B      | 2              | 1949-1950 | 1950-1951       | 51     |
| 2°      | Scottish First Division  | 8              | 1984-1985 | 1991-1992       | 51     |
| 3°      | Scottish Division Three  | 1              | 1925-1926 | 1925-1926       | 35     |
| 3°      | Scottish Division C      | 3              | 1946-1947 | 1948-1949       | 35     |
| 3°      | Scottish Second Division | 24             | 1975-1976 | 2012-2013       | 35     |
| 3°      | Scottish League One      | 7              | 2013-2014 | 2020-2021       | 35     |
| 4°      | Scottish Third Division  | 6              | 1994-1995 | 2009-2010       | 11     |
| 4°      | Scottish League Two      | 5              | 2016-2017 | 2024-2025       | 11     |